# Jerzy Rokossowski
Jerzy Rokossowski (ur. 3 listopada 1900, zm. 24 marca 1931 w Warszawie) – kapitan pilot lotnictwa Wojska Polskiego.

## Życiorys
Urodził się 3 listopada 1900. 2 lutego 1916 wstąpił do Legionów Polskich. Od 9 czerwca do 30 września 1916 walczył na froncie wołyńskim. Był ranny pod Optową. W marcu 1917 był w Komisariacie Werbunkowym do WP w Piotrkowie i przedstawiony do odznaczenia Krzyżem Wojskowym Karola .
Po odzyskaniu przez Polskę niepodległości został przyjęty do Wojska Polskiego. Wziął udział w walkach podczas wojny polsko-bolszewickiej. 
1 czerwca 1921 roku pełnił służbę w Departamencie I Broni Głównych i Wojsk Taborowych Ministerstwa Spraw Wojskowych, a jego oddziałem macierzystym był 5 pułk piechoty Legionów. 3 maja 1922 roku został zweryfikowany w stopniu porucznika ze starszeństwem z dniem 1 czerwca 1919 roku i 1551. lokatą w korpusie oficerów piechoty. W latach 1923–1924 pełnił służbę w 21 pułku piechoty w Warszawie. 
Później został przeniesiony do lotnictwa wojskowego. 24 października 1925 został adiutantem 6 pułku lotniczego we Lwowie. 3 maja 1926 został awansowany na kapitana ze starszeństwem z dniem 1 lipca 1925 i 28. lokatą w korpusie oficerów aeronautycznych. Od 16 grudnia 1926 do 1930 w tym pułku dowodził 61 eskadrą lotniczą.
24 marca 1931 w Warszawie popełnił samobójstwo. 28 marca 1931 został pochowany na cmentarzu ewangelickim w Warszawie (aleja 23, grób 24). 

## Ordery i odznaczenia
- Krzyż Niepodległości (pośmiertnie, 7 lipca 1931)[17]
- Krzyż Walecznych (dwukrotnie)
- Srebrny Krzyż Zasługi (25 maja 1929)[18]